# Los Panidas
Los Panidas fue un movimiento literario y artístico de principios del siglo XX en Colombia iniciado por trece jóvenes intelectuales de Medellín con edades entre 18 y 20 años, inconformes con las propuestas literarias, artísticas y filosóficas de su época y deseosos de una renovación. El movimiento tuvo sus inicios en 1914 y su máxima manifestación en 1915 con la Revista Los Panidas. El número de integrantes tenía el límite de 13 y se corrió la voz de que habían hecho un pacto de suicidio. De hecho, tres se suicidaron años después: Ricardo Rendón, José Gaviria y Teodomiro Isaza. Algunos de ellos siguieron fieles a la literatura como Fernando González Ochoa y León de Greiff, pero otros terminaron vinculados al mundo de la política o de la industria. Los Panidas recibieron el apoyo de otras personalidades de la época como el escritor Tomás Carrasquilla y el periodista Fidel Cano y fue combatido por la Iglesia católica local de la época, especialmente bajo la regencia de Manuel José Caycedo, quien prohibió la lectura de la revista por considerarla inconveniente.

## Contexto
La Constitución de Colombia de 1886 había creado una república unitaria, terminando con los estados federales e iniciando la hegemonía conservadora. La Iglesia católica tendría una influencia determinante en la educación como religión oficial del Estado colombiano y la inconformidad de los liberales se dejaría sentir con fuerza durante la Guerra de los Mil Días en la cual terminaron derrotados. Dichos acontecimientos llevarían a la Separación de Panamá, lo que aumentaría la inconformidad de las nuevas generaciones por el orden establecido. El gobierno del presidente Rafael Reyes, quien tuvo que renunciar en 1909 bajo presiones de los dos partidos tradicionales, había adelantado reformas progresistas que abrieron el país a un desarrollo de su economía la cual tendría como uno de sus ejes principales a Antioquia. Medellín comenzó a pasar de ser un pueblo grande a una ciudad sede del nacimiento de nuevas industrias, especialmente textiles y al mismo tiempo tuvo a principios de siglo una gran actividad artística y literaria con personajes que tendían un gran renombre a nivel nacional.

## Nacimiento de Los Panidas

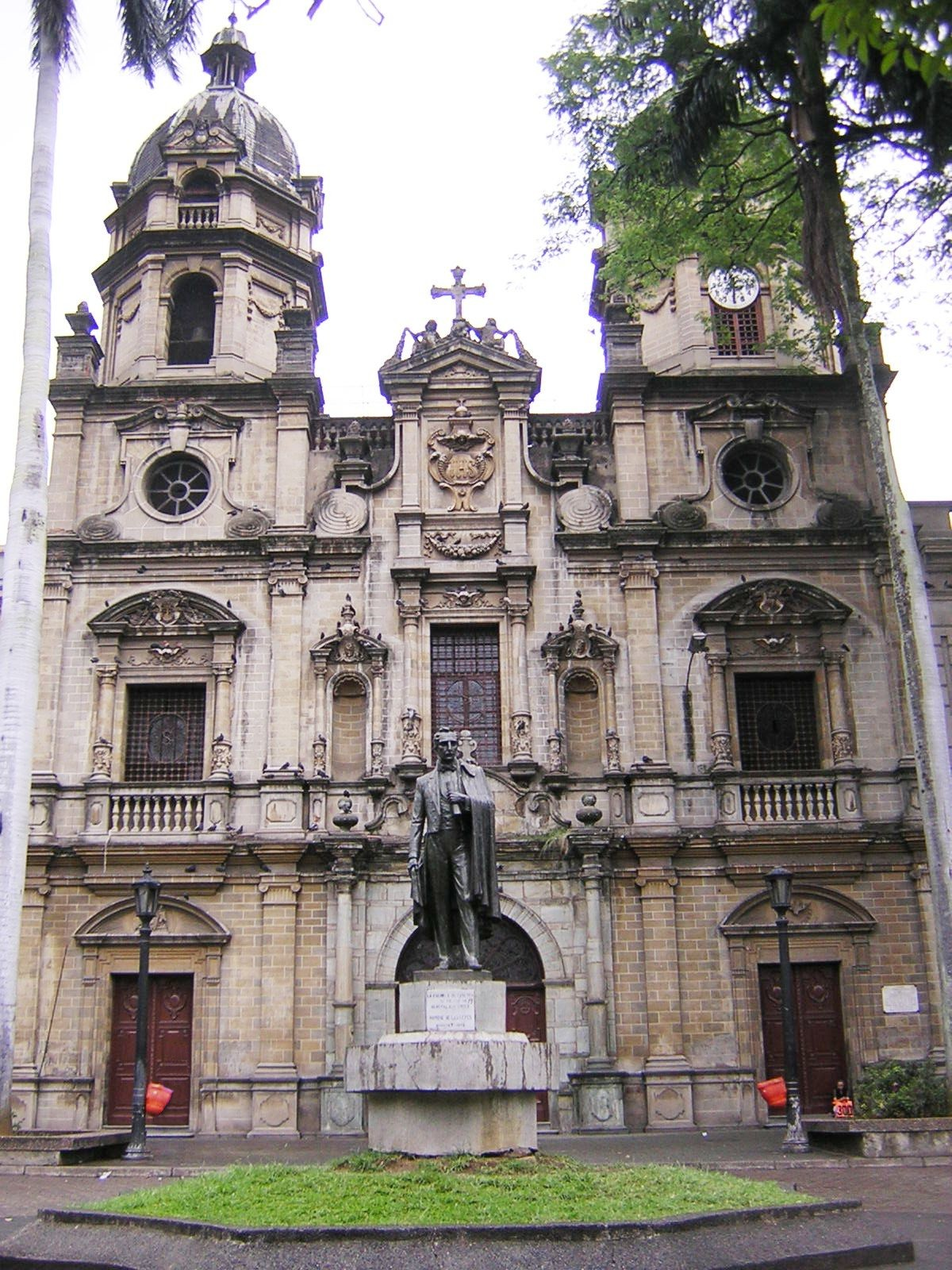
El 11 de mayo de 1913 se dio en esta, la Plazuela de San Ignacio de Medellín, una imitación en pequeño de las guerras entre liberales y conservadores, esta vez protagonizada por muchachos, doce de ellos del partido liberal y uno del conservador, que estrecharían lazos de amistad después de este evento para conformar el movimiento panida.

En 1910 se fundó la Escuela de Bellas Artes de Medellín en la cual se conocieron los jóvenes Ricardo Rendón, Francisco A. Cano, Félix Mejía, Teodomiro Isaza y Bernardo Martínez Toro.
Por su parte, en 1913 se presentó una expulsión de numerosos estudiantes de la Escuela de Minas entre los que se encontraban muchachos como Pepe Mexía, Jovica, León de Greiff, Restrepo Olarte y Gabriel Uribe Márquez. Las razones de su expulsión, según los archivos de esa institución, fueron "por subversivos y disociadores".
Pero el hecho que reuniría a estos jovencitos inconformes y belicosos en el primer movimiento literario y artístico modernista de Colombia lo constituyó una batalla campal entre muchachos liberales y conservadores en la Plazuela de San Ignacio el 11 de mayo de 1913. Los liberales estaban bajo el comando de León de Greiff y los conservadores bajo mando del sacerdote español Cayetano Sarmiento. La batalla incruenta de muchachos duró tres horas, según testimonio de León de Greiff y fue terminada por la policía con el saldo de 40 prisioneros rojos y un conservador (godo como se les llamaba en la época), que después se uniría al movimiento. Este evento contribuyó a unir a los futuros fundadores.

## Características de los fundadores
Todos habían sido expulsados de las instituciones educativas por su ánimo belicoso, sus lecturas de autores como Friedrich Nietzsche, Charles Baudelaire, Los poetas malditos y seguían una vida de bohemia vista mal por la sociedad conservadora de la época. Algunos de ellos habían sido excomulgados por sus escritos.
Las discusiones con los llamados autores de la vieja guardia eran frecuentes, pero muchos de ellos los veían con simpatía como Abel Fariña, Fidel Cano y Tomás Carrasquilla que eran para entonces de edad avanzada. Este combate al viejo orden, sería la semilla que iniciaría procesos nuevos en el arte y en la literatura en Colombia, abandonando las tendencias decimonónicas, muchas de ellas ancladas en el viejo colonialismo.

## Café El Globo

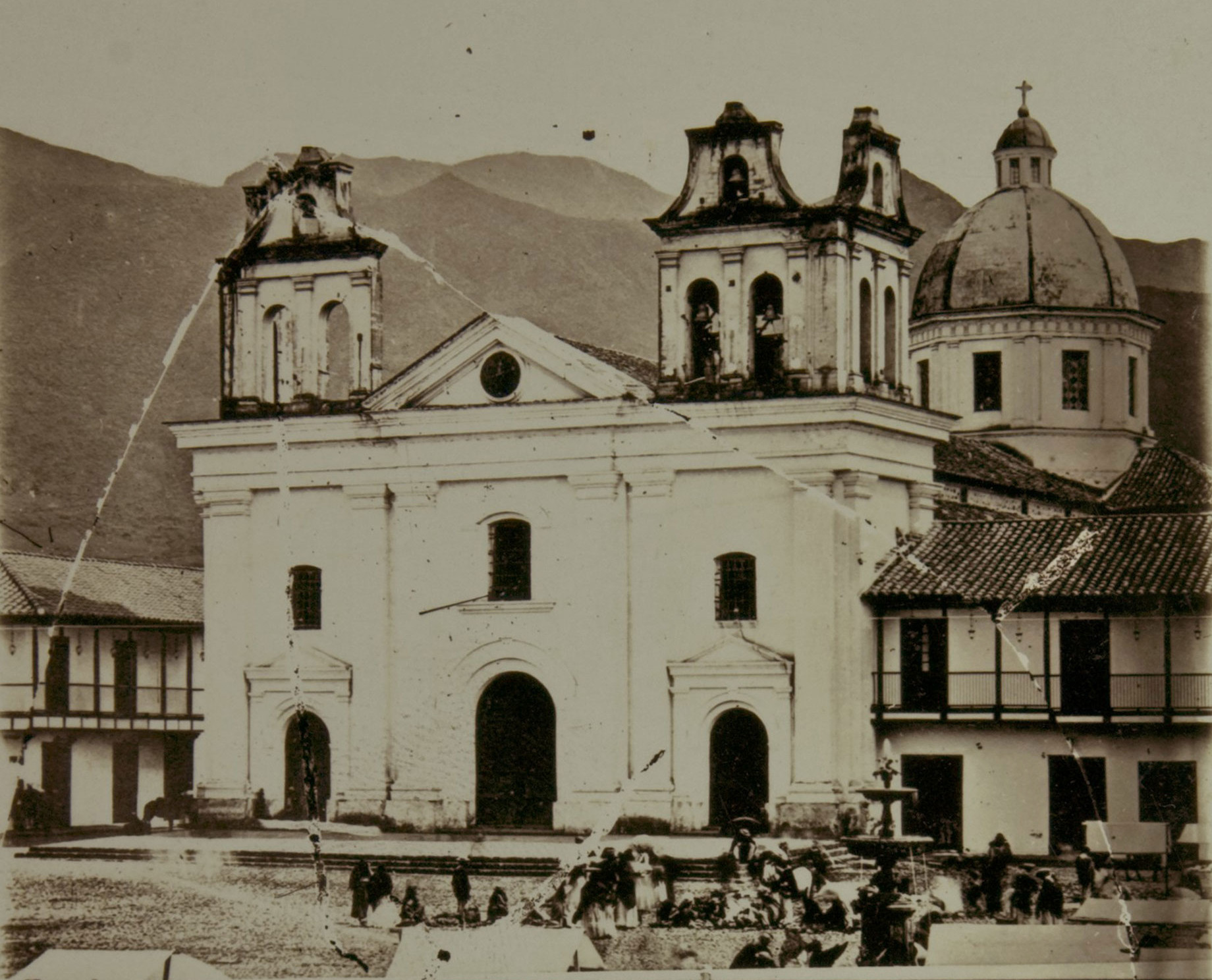
La entonces Catedral de Medellín como era aprox. en 1888. El Globo de 1915 quedaba en el callejón del costado izquierdo de la Iglesia, en donde nació el movimiento de Los Panidas.

El Globo era un café en donde se alquilaban libros y que sería el cuartel general de los jóvenes panidas. En su mismo edificio nacería el periódico El Espectador bajo la paternidad de Fidel Cano y por lo cual tendría su cercanía y respaldo. También era un café frecuentado por personajes como Tomás Carrasquilla. El Globo quedaba al frente de la "puerta del perdón" de la entonces Catedral de Medellín, hoy Iglesia de la Candelaria, en la esquina del costado izquierdo de la Iglesia. El café era parte del llamado entonces "Edificio Central", propiedad del general Pedro Nel Ospina, hoy "Bar Pilsen".

## Revista Los Panidas
En 1914 los muchachos se reúnen en El Globo y se adueñan del lugar para escribir, discutir, pintar y todo aquello que fuera intelecto a su manera. Entonces idean la publicación de una revista literaria que salió al público en febrero de 1915, fue excomulgada por Monseñor Caycedo y tuvo su último número en junio de ese mismo año, con diez ediciones. Los directores de la Revista fueron León de Greiff durante los tres primeros números y los restantes bajo la dirección de Feliz Mejía. 
La revista terminó porque muchos de sus integrantes se radicaron en la ciudad de Bogotá en donde continuarían sus gestas literarias y artísticas como León de Greiff y Ricardo Rendón. En Medellín quedaron Fernando González y otros. Pero a pesar de su brevedad, analiza Miguel Escobar Calle en la revista Credencial:

"No cabe duda que fue el ímpetu de los Panidas el que comenzó a insuflar aires de modernidad en el arte y en la literatura colombiana. Fueron ellos quienes iniciaron la contemporaneidad. Con ellos aparece la modernidad, al buscar las nuevas ideas y las nuevas formas en antecedentes inmediatos (Nietzsche, Simbolismo, Art Deco, Bahaus, Cubismo, etc.). Pero es una «modernidad» donde aclimatan lo exótico, lo foráneo, lo adaptan, lo vuelven criollo, les sirve de «utensilio de trabajo» y no de modelo calcable. Asimismo, a partir de los Panidas esas dos vertientes que señala Luis Vidales como constantes en la literatura y en el arte colombiano, la oficial y la subterránea, no sólo ahondan y amplían sus diferencias sino que la segunda se hace evidente, palmaria, abierta, trasgresora".

## Integrantes
1. León de Greiff (Leo le Gris), poeta.
2. Fernando González Ochoa, filósofo.
3. Ricardo Rendón (Daniel Zegrí y Arlín), caricaturista.
4. Félix Mejía Arango (Pepe Mexía), escritor y caricaturista.
5. Jorge Villa Carrasquilla (Jovica), escritor.
6. Libardo Parra (Tartarín Moreyra), músico.
7. José Gaviria Toro (Jocelyn), poeta, músico y publicista.
8. Rafael Jaramillo Arango (Fernando Villaba), escritor.
9. Teodomiro Isaza (Tisaza), poeta, pintor y caricaturista.
10. Bernardo Martínez Toro (Nano), músico y dibujante.
11. Eduardo Vásquez Gutiérrez (Alhy Cavatini), poeta.
12. Jesús Restrepo Olarte (Xavier de Lys), poeta.
13. José Manuel Mora Vásquez (Manuel Montenegro), escritor.